# روبرت أتكينسون
روبرت أتكينسون (بالإنجليزية: Rupert Atkinson)‏ هو شاعر أسترالي، ولد في 2 فبراير 1881 في Sandhurst, Victoria ‏ في أستراليا، وتوفي في 6 فبراير 1961 في East Melbourne ‏ في أستراليا.